# Карвув (Люблінське воєводство)
Карвув (пол. Karwów) — село в Польщі, у гміні Тшебешув Луківського повіту Люблінського воєводства.
Населення — 424 особи (2011).
У 1975-1998 роках село належало до Седлецького воєводства.

## Демографія
Демографічна структура станом на 31 березня 2011 року:
|          | Загалом | Допрацездатний вік | Працездатний вік | Постпрацездатний вік |
| -------- | ------- | ------------------ | ---------------- | -------------------- |
| Чоловіки | 225     | 56                 | 142              | 27                   |
| Жінки    | 199     | 60                 | 102              | 37                   |
| Разом    | 424     | 116                | 244              | 64                   |